# Pawel Alexandrowitsch Korsch
Pawel Alexandrowitsch Korsch (russisch Павел Александрович Корж; * 15. Juli 1987) ist ein ehemaliger russischer Radrennfahrer.
Korsch wurde 2004 auf der Bahn Europameister im Punktefahren der Juniorenklasse vor dem Briten Geraint Thomas und Tim Mertens. Im nächsten Jahr konnte er seinen Titel in Fiorenzuola d’Arda erfolgreich verteidigen.
Auf der Straße gewann Korsch 2006 eine Etappe bei der Tour du Maroc. Daraufhin fuhr er 2007 für das russische Continental Team Moscow Stars und für das Cycling Team Kuban.

## Erfolge
2004
- Europameister – Punktefahren (Junioren)

2005
- Europameister – Punktefahren (Junioren)

2006
- eine Etappe Tour du Maroc

## Teams
- 2007 Moscow Stars
- 2009 Cycling Team Kuban